# Before the Party’s Over
A Before the Party’s Over (magyarul: Mielőtt véget ér a parti) a belga Mustii dala, mellyel Belgiumot képviselte a 2024-es Eurovíziós Dalfesztiválon Malmőben. A dal belső kiválasztás során nyerte el a dalversenyen való indulás jogát.

## Eurovíziós Dalfesztivál
2023. augusztus 30-án az RTBF bejelentette, hogy az énekes képviseli Belgiumot az Eurovíziós Dalfesztiválon. A dalt a videoklippel együtt 2024. február 20-án mutatták be, habár két nappal korábban a belgiumi Tipik rádió véletlenül egyszer teljes egészében lejátszotta a dalt.
A dalt először a május 9-én rendezendő második elődöntőben fellépési sorrendben tizenkettedikként adták elő, a Grúziát képviselő Nutsa Buzaladze Firefighter című dala után és az Észtországot képviselő 5miinust és Puuluup (Nendest) narkootikumidest ei tea me (küll) midagi című dala előtt. Az elődöntőben a nézői szavazatok pontjai alapján nem került be a dal a május 11-én megrendezésre került döntőbe.
A következő belga induló Red Sebastian Strobe Lights című dala volt a 2025-ös Eurovíziós Dalfesztiválon.

## Galéria

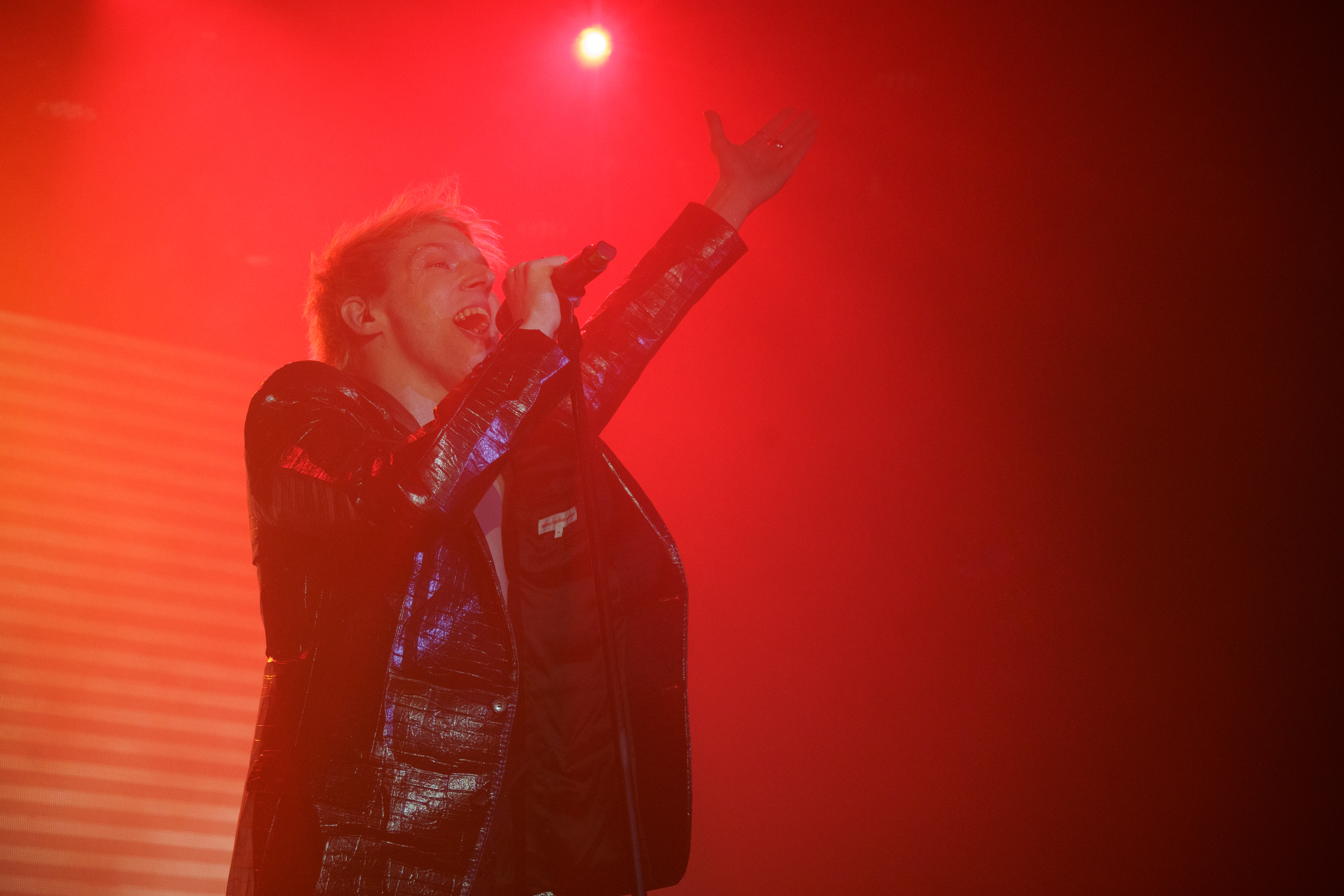
A madridi Eurovíziós partin
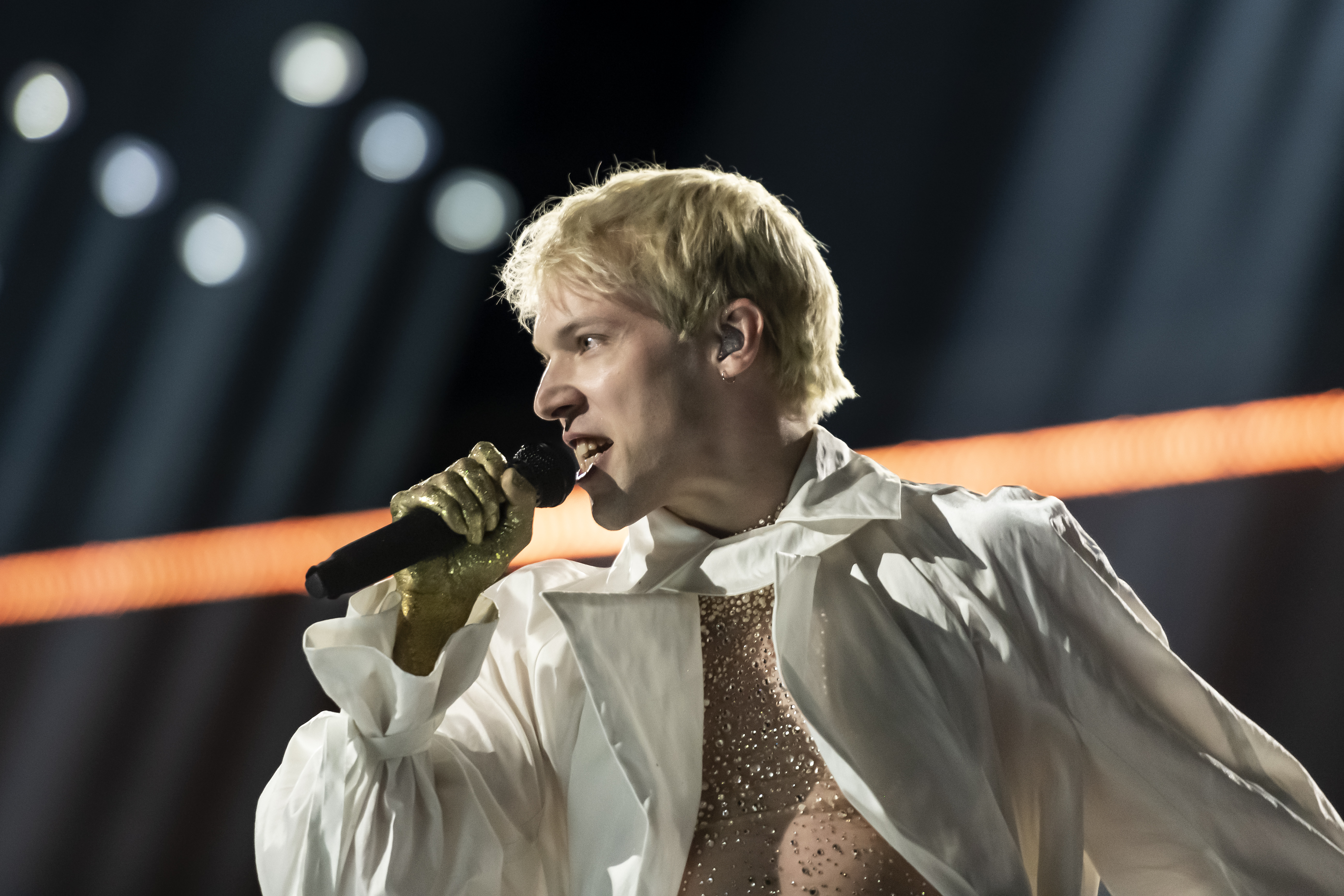
Az elődöntőben